# Roscón de Reyes

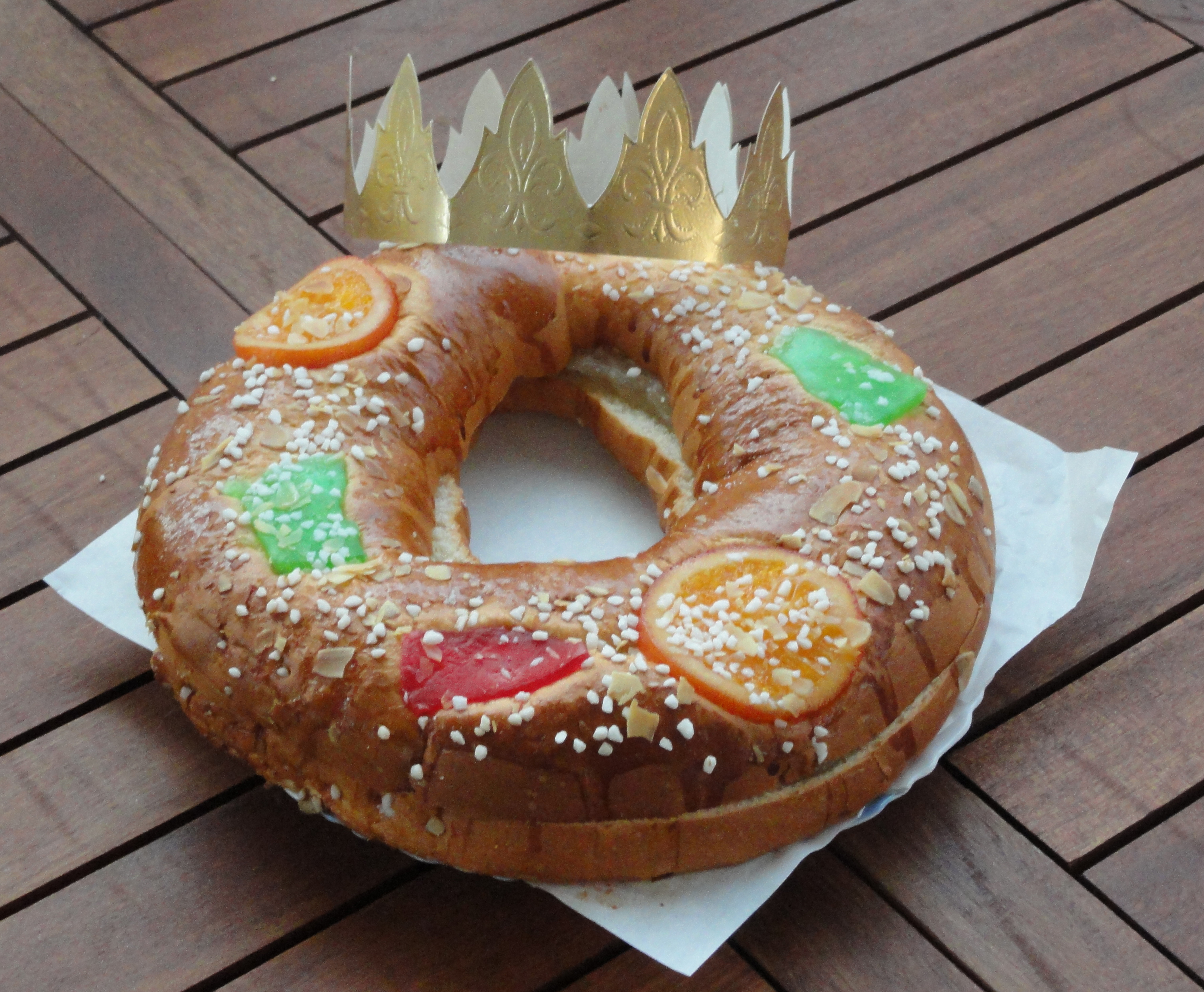
Roscón de Reyes sin relleno

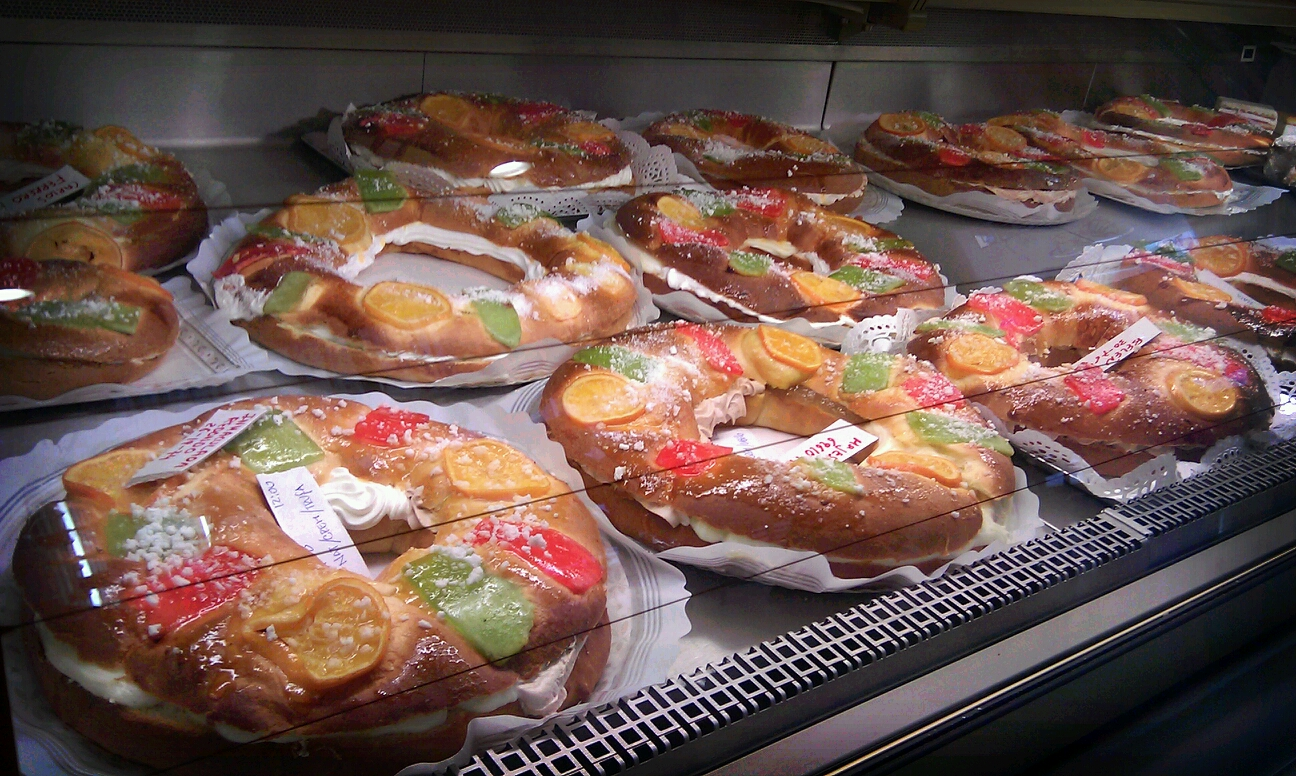
Roscones de Reyes rellenos de nata

El roscón de Reyes (conocido en algunos países de Hispanoamérica como rosca de Reyes, rosca de Pascua o pastel de Rey) es un bollo elaborado con una masa dulce con forma de toroide adornado con rodajas de fruta confitada, escarchada, o cristalizada de colores variados. Puede rellenarse de nata montada, crema, cabello de ángel, moca, trufa o chocolate, y se introducen en su interior sorpresas.
Normalmente contiene una figurita de cerámica o de plástico escondida en la masa, que los comensales se encuentran en alguna rebanada. También se introduce un haba seca y es tradición que aquel que encuentre el haba pague el roscón. 
El roscón de Reyes se sirve la noche de Reyes, 5 de enero, y el 6 de enero día de Reyes.
El roscón de Reyes es un dulce navideño característico de la cultura española, pero por influencia posterior este bollo navideño se sirve igualmente en otros países hispanohablantes (principalmente en México y Guatemala) así como en Francia, Bélgica y Portugal. La masa con la que suele estar elaborado se aromatiza con agua de azahar, que le proporciona un aroma característico. En la ciudad de Nueva Orleans, en el Estado de Luisiana, se come una variante llamada King cake desde el 6 de enero hasta el martes de carnaval.

## Historia

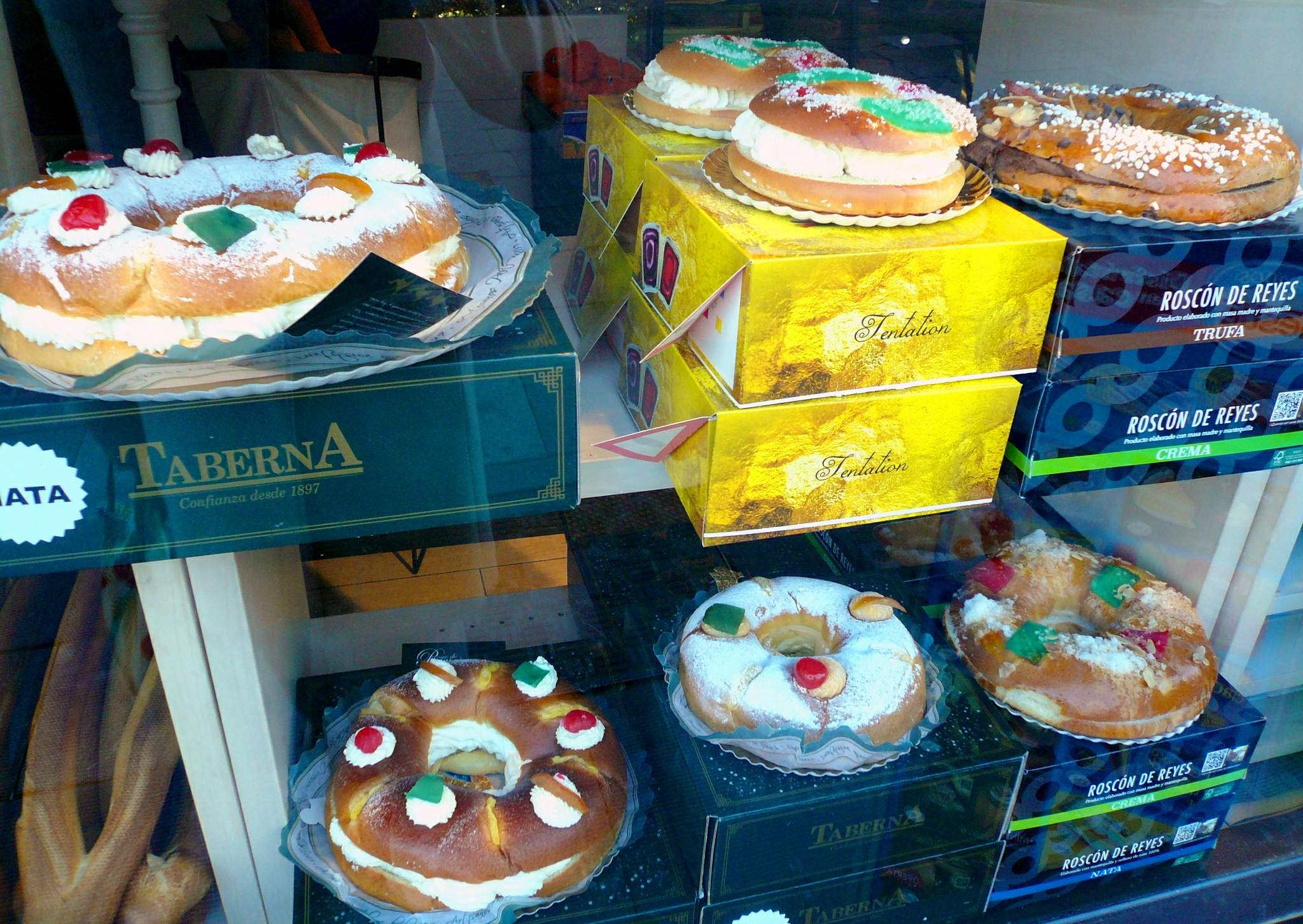
Pastelería con roscones de Reyes de nata, crema y trufa

El origen del roscón parece estar relacionado con las saturnales romanas. Estas eran fiestas dedicadas al dios Saturno cuando los ciudadanos del imperio romano en general celebraban la llegada de los días más largos tras el solsticio de invierno. Para estos festejos, se elaboraban unas tortas redondas con higos, dátiles y miel, que se repartían por igual entre los plebeyos y esclavos. Ya en el siglo III, en el interior del dulce se introducía un haba seca, y el afortunado al que le tocaba era nombrado rey de reyes durante un corto periodo de tiempo establecido de antemano. Desde el tiempo de los romanos existen  "juegos del haba" en la península ibérica.[cita requerida]
Algunos lo relacionan con una representación complementaria y comestible de la corona de Adviento, aun cuando la tradición de la corona de Adviento es muy posterior en España, lo que hace muy dudosa esa relación.[cita requerida]

### Tradición del roscón de Reyes
Julio Caro Baroja recoge, en su obra El Carnaval, dos testimonios del siglo XII sobre el Roscón de Reyes o el Rey de la Faba. El primero corresponde al reino de Navarra, donde en 1361 se designaba Rey del Faba al niño que encontraba el haba en el roscón (como en la actualidad); el segundo testimonio corresponde a Ben Quzman, poeta andalusí, quien en su Cancionero describe una tradición similar con una torta (hallón o hallullo, vocablo que permanece en Granada) en el año nuevo, que contenía una moneda. Tradiciones ambas que se han conservado durante siglos.
Es muy probable que esta tradición con diversos nombres en Navarra, Andalucía, Valencia, Cataluña (Tortell de Reis), tenga un origen común, y no existen documentos que atestigüen la prevalencia de alguna (salvo la referencia a Ben Quzman).[cita requerida] En cualquier caso, la popularidad del roscón de Reyes en el conjunto de España es relativamente reciente.[cita requerida]
En el sur de Francia, se elabora el Gâteau des rois, también llamado Couronne des rois, Royaume des rois y Coque des rois (en occitano: reialme, reiaume, corona, tortèl dels reis), que es idéntica al roscón, y la galette des Rois, propia del norte del país, que se hace con masa de hojaldre y se puede rellenar con una crema a base de almendras molidas, azúcar, algo de mantequilla y yema de huevo.

### Expansión a otras culturas

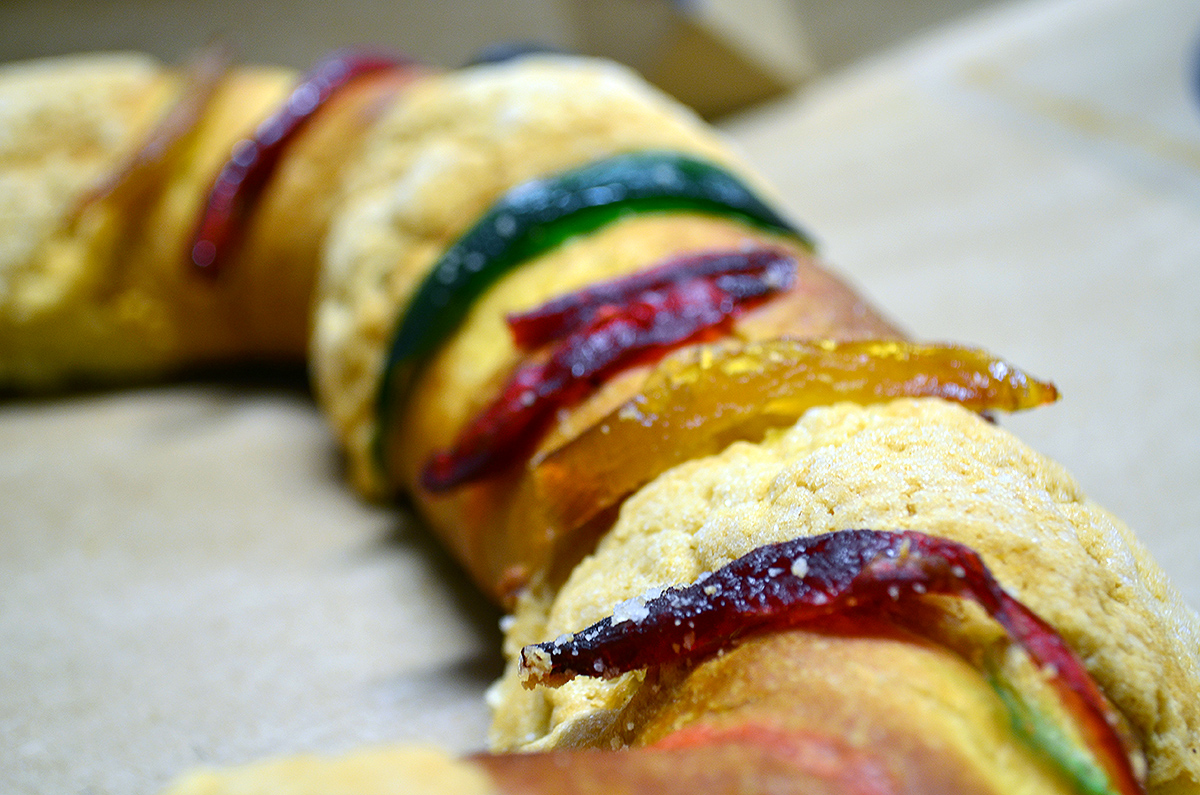
Rosca de reyes tradicional mexicana

En la cocina lusa este bollo se conoce como Bolo Rei y aunque no es igual en ingredientes, la costumbre sí lo es.
El pastel que se hace en los países hispanos tiene forma de rosca, e imita más o menos una corona real, cubierto de frutas escarchadas, que semejan las joyas de la corona, y que tenía escondida en su interior una pequeña sorpresa, a veces de gran lujo y valor.[cita requerida]
En México, la tradición fue importada en el siglo XVI desde España, y es costumbre en muchos sitios del país merendar la rosca de Reyes con chocolate caliente o con atole, además de adornarla con miel y frutos del desierto, como dátiles, ate, higos y franjas de una pasta dulce formada por manteca, azúcar y harina. El adorno de la rosca es emblemático en México y hasta hace pocos años se le adornaba también con acitrón, sin embargo, el cactus, biznaga de dulce, que constituye la materia prima fue declarada en ese país como una especie en extinción. Debido a su popularidad se han buscado alternativas para evitar suprimir el acitrón desarrollándose sustitutos a base de nopal, jícama y betabel. Su consumo se maximiza el 6 de enero y antecede a la festividad de la Candelaria, fecha en que se ofrecen tamales a los compañeros de rosca, el anfitrión es señalado por encontrar la figura del niño al degustar la rosca por el día de reyes.

## Servir la rosca o el roscón

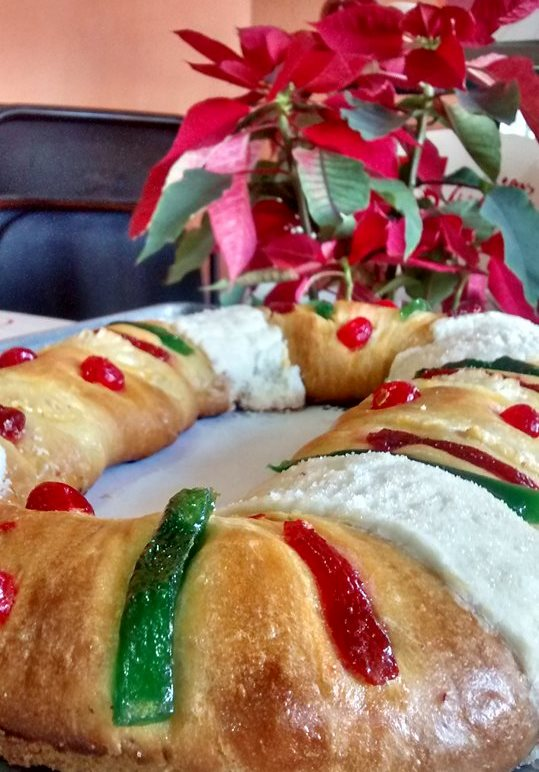
Rosca de reyes mexicana adornada con piña, cerezas y ate

El roscón de Reyes original (o clásico) no suele llevar ningún acompañamiento o ingrediente añadido pero desde el último tercio del siglo XX se preparan variedades con nata, crema, crema de chocolate o cabello de ángel en su interior, y suele contener uno o más regalos según el tamaño del roscón, y un haba.

### El haba
En España es tradición que el roscón contenga un haba, que al ser encontrada determina quien es el rey de la reunión. Pero hay lugares de España en los que hasta se ha llegado a insertar dentro del roscón dinero en efectivo, haciendo que la sorpresa de la persona que lo recibe sea aún mayor. En cambio en otros lugares la tradición es que cuando encuentras el haba has de pagar el roscón o si no pagar el próximo, mientras que se inserta una figurilla que es la que da el derecho a ser el coronado.

### El niño o muñeco
En México y Guatemala, la representación de la Natividad se incorpora a la «rosca de reyes», y se incrustan en el pan uno o más muñequitos alusivos a Jesucristo, lo que simboliza que el niño tuvo que ser escondido y protegido de la matanza de Herodes. Originalmente, el muñeco se hacía de porcelana o de cerámica, y actualmente es de plástico resistente al calor. Habitualmente, la cantidad de muñecos en el pan dulce varía en función del tamaño de la rosca, aunque puede solicitarse una cantidad determinada e incluso no tener ninguno. La rosca no se consume en solitario sino que es un evento que se comparte en reunión con tal fin, dicha reunión se basa en el consumo de la rosca acompañada de chocolate caliente. En ella, cada comensal corta su propio trozo de rosca y la persona que al partir su trozo encuentra el muñeco se compromete a dar una fiesta y preparar tamales para todos los presentes durante el Día de la Candelaria (2 de febrero), reuniéndose en esa fecha nuevamente el grupo.